# Тохтаргазы, Усеин Шамиль
Усеи́н Шами́ль Тохтаргазы́ (крымскотат. Üsein Şamil Toqtarğazı; 10 апреля 1881, с. Коккозы, Крым — 17 сентября 1913, с. Харджибие, Крым ) — крымскотатарский поэт и драматург, учитель и просветитель.

## Биография
Родился в 1881 году в селе Коккоз (ныне Соколиное).
Окончил учительскую семинарию в Симферополе и начал работать учителем. Сначала в селе Аутка под Ялтой, затем — в селе Сараймин под Керчью (1902—1903) и, наконец, начиная с 1904 года в селе Харджибие под Феодосией, где сам основал школу.
Творчество поэта и драматурга у многих представителей местного дворянства вызвало недовольство. 17 сентября 1913 года он погиб от ножевых ран в селе Харджибие.

## Творчество и публикации
В своих произведениях Тохтаргазы боролся с невежеством и религиозным фанатизмом. Был настоящим просветителем, призывая широкие слои населения получать образование.
В начале 1900-х стихи Тохтаргазы печатались в газетах «Терджиман» и журналах «Шура» и «Янъы асыр».
Является автором пьес «Моллалар проекты» (1909), «Рахимсиз бабалар…» (1906), «Безумный Ногай», «Жестокие дети», рассказа «Ягъмур дуасы» (1906), романа «Саадет адасы» (1911).
В 1910 году в Карасубазаре был издан поэтический сборник Тохтаргазы «Налейи Къырым» («Стоны Крыма»). Из-за отсутствия цензурного разрешения в первом издании было напечатано только 8 стихотворений.
Главным вдохновителем народного поэта стала Первая Русская революция 1905 года. Выступал как поэт-новатор. Отдельные стихи Тохтаргазы печатались в газетах «Терджиман-Переводчикъ», издававшейся Исмаилом Гаспринским в Бахчисарае в 1883—1918 годах и «Ватан хадими», издававшейся в Карасубазаре в 1906—1908 годах (редактор Решид Медиев).
Составил учебник для школ в 20 наименованиях (учебники по азбуке, хрестоматии, истории и литературе и др.) Переводил на крымскотатарский язык отдельные произведения Пушкина (например, «Сказка о рыбаке и рыбке», стихи на крымскую тему «Элегия», «Желание» и др.), басни И. А. Крылова, поэзию М. Ю. Лермонтова, Адама Мицкевича.
Отдельные произведения поэта включались в крымскотатарские антологии и учебники, как в советское время, так и уже после распада СССР; изучаются сейчас (2010-е) в национальных (крымскотатарских) школах и школьных классах по предмету «крымскотатарская и зарубежная литература».